# Sầm Nưa (huyện)
 Xam Neua (ຊຳເໜືອ [sám nɨ̌ə]),thường được gọi trong tiếng Việt là Sầm Nưa là một huyện (muang, mường), của tỉnh Hủa Phăn ở đông bắc Lào.
Huyện lỵ là thị trấn Sầm Nưa.
Huyện có tọa độ là: 19°58′0″B 104°0′29″Đ / 19,96667°B 104,00806°Đ.

## Bài hát về Sầm Nưa
- Cô gái Sầm Nưa xinh đẹp của Trần Tiến.